# Kremeljska orožarna
Kremeljska orožarna, (rusko: Оружейная палата - Oružejnana palata, treba je razlikovati od Kremeljskega Arzenala) je eden najstarejših muzejev v Moskvi. Stoji v Moskovskem kremlju, in je zdaj del moskovskih kremeljskih muzejev.
Kremeljska orožarna je nastala kot kraljevi arzenal leta 1508. Vse do premestitve dvora v Sankt Peterburg je bila Orožarna zadolžena za proizvodnjo, nabavo in shranjevanje orožja, nakita in različnih gospodinjskih predmetov carjev. Tam so nekoč delali najboljši moskovski orožarji (bratje Vjatkin), draguljarji (Gavrila Ovdokimov) in slikarji (Simon Ušakov). Leta 1640 in 1683 so odprli ikonografski in slikarski atelje, kjer so se lahko šolali v slikarstvu in rokodelstvu. Leta 1700 je bila Orožarna obogatena z zakladnico zlatih in srebrnih predmetov ruskih carjev.
Zbirka muzeja od leta 2018 vključuje več kot 4 tisoč eksponatov iz 12. do 19. Stoletja.

## Zgodovina
Zbirka Orožarne se je začela oblikovati v 14. stoletju kot zasebna zakladnica velikih moskovskih knezov in carjev. Skupaj z rastjo ozemelja ruske države se je povečala tudi zakladnica: do leta 1484 je bilo za shranjevanje predmetov sklenjeno, da se med cerkvijo nadangela Mihatela in cerkvijo Marijinega oznanjenja zgradi ločena stavba s piramidalno streho. Istega leta je institucija postala znana kot Zakladniški dvor (Казённый двор - palačna institucija v ruski državi 16. -17. stoletja. Njegovo upravljanje je vključevalo proizvodnjo in shranjevanje vrednosti knežje zakladnice, trgovinske posle za knežje potrebe, financiranje državnih pomembnih projektov): sem so prepeljali vse zaklade moskovskih knezov in zlate rezerve moskovskih kremeljskih cerkva. Zakladnica je izgubila tudi status osebne lastnine in začela delovati kot uradni državni depozitar.
V 15.-18. stoletju so se predmeti iz zakladnice pogosto uporabljali na vladnih prireditvah: poroke, sprejemi na veleposlaništvu, pogrebi, pa tudi darila tujim vladarjem. Hkrati je prihajalo do nenehnega polnjenja zakladnice, tako zaradi širitve ozemelj - dragocenosti so bile prinesene iz osvojenih mest in kneževin, kot tudi zaradi premoženja osramočenih bojarjev, daril tujih veleposestnikov, daril patriarhov. Orožarna je bila prvič označena kot posebno skladišče orožja iz preostale suverene zakladnice leta 1508, ko je veliki knez Vasilij III. ustanovil poseben čin orožarja.
Leta 1711 je Peter Veliki večino mojstrov pripeljal v svojo novo prestolnico Sankt Peterburg in 15 let pozneje je bila Orožarna združena z zakladnico, hlevsko zakladnico (zadolžena za shranjevanje vpreg in kočij) in mojstrsko komoro (zadolženo za šivanje oblačil in posteljnine za carje). Po tem se je Orožarna preimenovala v Oboroževalno in mojstrsko komoro. Aleksander I. Ruski je leta 1806 v Moskvi imenoval Orožarno za prvi javni muzej, vendar so zbirke odprli za javnost šele sedem let pozneje. Sedanjo stavbo Orožarne je postavil v letih 1844–1851 cesarski arhitekt Konstantin Thon. Direktor muzeja od leta 1852 do 1870 je bil pisatelj Aleksander Veltman.
Po boljševiški revoluciji je bila zbirka oborožitve obogatena z zakladi, ki so jih zajeli iz zakristije patriarha, kremeljskih cerkev, samostanov in zasebnih zbirk. Nekatere od teh so v 1930-ih prodali v tujino po naročilu Josipa Stalina. Leta 1960 je Orožarna postala uradni muzej Kremlja. Dve leti pozneje sta bila Patriarhov dom in cerkev Dvanajstih apostolov dodeljena Orožarni, da bi lahko nastavili muzej uporabne umetnosti.
Razen velikih ruskih in evropskih zbirk muzej hrani tudi na desetine orožja in oklepov iz Perzije in Turčije.

## Ruski diamanti
Poleg Orožarske komore / muzeja je v Kremeljski orožarni trenutno tudi Ruski sklad za diamante. Ima edinstvene zbirke ruske, zahodnoevropske in vzhodne uporabne umetnosti iz obdobja od 5. do 20. stoletja. Nekateri od vrhunskih predmetov so carska krona Rusije draguljarja Jérémieja Pauziéja, Monomahova kapa, prestol iz slonovine Ivana Groznega ter drugi kraljevi prestoli in regalije; Orlov diamant; čelada Jaroslava II.; sablja Kuzme Minina in Dmitrija Pozharskega; ogrlice iz 12. stoletja iz Rjazana; zlata in srebrna namizna posoda; izdelki, okrašeni z emajlom, nielom in gravurami; vezenine z zlatom in biseri; cesarske kočije, orožje, oklepi in deset Fabergéjevih jajc ( Spomin na Azov,  Šopek lilij z uro,  Transsibirska železnica,  Deteljin list,  Moskovski kremelj,  Aleksandrova palača,  Standart jahta,  Konjeniški kip Aleksandra III.,  Romanova obletnica,  Jekleno vojaško jajce), kar je največ carskih jajc in druga najbolj znana Fabergéjeva jajca v lasti enega samega lastnika.